# 24997 Petergabriel
24997 Petergabriel è un asteroide della fascia principale. Scoperto nel 1998, presenta un'orbita caratterizzata da un semiasse maggiore pari a 2,3758019 UA e da un'eccentricità di 0,1285770, inclinata di 2,92069° rispetto all'eclittica.